# Kropswolde
Kropswolde (gro.: Wolle) – wieś w Holandii, w prowincji Groningen, w gminie Hoogezand-Sappemeer. Położona około 3 km na południowy zachód od Hoogezand.
W pobliżu wsi jest przystanek kolejowy Kropswolde.